# Pseudasellodes daulias
Pseudasellodes daulias är en fjärilsart som beskrevs av Charles Oberthür 1916. Pseudasellodes daulias ingår i släktet Pseudasellodes och familjen mätare. Inga underarter finns listade i Catalogue of Life.